# Xylosciara lignicola
Xylosciara lignicola är en tvåvingeart som först beskrevs av Johannes Winnertz 1867.  Xylosciara lignicola ingår i släktet Xylosciara och familjen sorgmyggor. Arten är reproducerande i Sverige. Inga underarter finns listade i Catalogue of Life.